# Hydrellia anguliterga
Hydrellia anguliterga är en tvåvingeart som beskrevs av Deeming 2002. Hydrellia anguliterga ingår i släktet Hydrellia och familjen vattenflugor.
Artens utbredningsområde är Nigeria. Inga underarter finns listade i Catalogue of Life.